# PowerBook Duo 210
Macintosh PowerBook Duo 210 hordozható számítógépet az Apple fejlesztette, gyártotta és forgalmazta 1992. október 19. és 1993. október 21. között 12 hónapon keresztül. A Macintosh PowerBook Duo 210 a PowerBook számítógép-családba tartozott. A számítógépet szokás PBDuo210 vagy Duo210-ként említeni szóban és írásban is.

## Története
1992 őszén, amikor az Apple a PowerBook termék-család bemutató gépeit (alsó kategória: PB100, közép kategória: PB140 és csúcs kategória: PB170) az alsó kategóriás PB145-tel és a csúcs kategóriás PB180-ra váltotta, bemutatta a PowerBook Duo sorozatot is. A PB145 és PB180 laptop volt, a PowerBook Duok subnotebook-ok. A subnotebook (ultra könnyű laptop) a laptop méretnél kisebb, könnyebb hordozható gép, a redukált méretek miatt kevesebb tudással. Az Apple a sub méretből adódó tudásbeli hiányt dokkoló rendszerrel kínálta. Egyes dokkoló rendszerekbe a PBDuó becsúsztatható volt, más dokkoló rendszerek a gép hátlapjához csatlakoztak.
A 2249 dollárba kerülő Macintosh PowerBook Duo 210 az alsó kategóriát jelentette. A DuoDock hajlékonylemez-meghajtót, 3,5 hüvelykes merevlemez-helyet, két NuBus-foglalatot, FPU-aljzatot, VRAM helyet és különféle I/O-portokat kínált. Az Apple Macintosh PowerBook Duo rendszerek összértékesítése eléri a 100 000 darabot.

## Technikai leírás
A gép súlya 1,89 kg, magassága 3,56 cm, szélessége 27,69 cm és mélysége 21,59 cm volt. A gépet System 7.1 operációs rendszerrel szállította az Apple, a ROM mérete 1MB volt. A kijelző 9" Film SuperTwist Nematic (FSTN) (Passive Matrix) LCD volt 640 x 400 képpont felbontással. A Macintosh PowerBook Duo 210 számítógépet 25 MHz-es Motorola 68030 processzor vezérelte (L1 cache: 0.5K, L2 cache: nem volt). A PMMU feladatát a processzor látta el. Az FPU-t a csatlakoztatott Dock szolgálta. A gép bemutatásakor az alaplapon 4 MB (70ns) memóriát tartalmazott, maximálisan 24 MB kezelésére volt képes a gyári specifikáció szerint. A bővítéshez az egyetlen helybe (slot) 4-20 MB-os modulok egyikét lehetett betenni. Az adatokat a 80MB SCSI–buszos belső merevlemezre lehetett elmenteni. A számítógépnek egy nyomtató, portja volt. kimenet volt. A Macintosh PowerBook Duo 210 Duo, NiMH Type I akkumulátora maximum 25W teljesítményre volt képes.

### Technikai adatok táblázatban
A táblázat nem tartalmazza az összes műszaki paramétert. Az egyes modelleknél a bemutatáskor érvényes adatokat soroljuk fel, a későbbi frissítéseket nem. Az adatok az Apple adatlapjáról származnak, a hiányzó adatok – egyes gépeknél a kivezetés időpontja, az összes kijelző adat, üzemóra adat... – a Mactracker alkalmazásból valók.

| Gép nevebemutatva kivezetve                   | Méretmagasság szélesség mélység súly | Processzorprocesszor órajel, mag L1 és L2 cache PMMU FPU                  | Háttértármerevlemezkülső adathordozó | Eredeti operációs rendszer | Memóriaalap max. @sebességhely                                    | Kijelzőfizikai méret, legjobb felbontás                                             | Tápmax. teljesítmény, akkumulátoros üzemidő (becslés) | Csatlakozók   |
| --------------------------------------------- | ------------------------------------ | ------------------------------------------------------------------------- | ------------------------------------ | -------------------------- | ----------------------------------------------------------------- | ----------------------------------------------------------------------------------- | ----------------------------------------------------- | ------------- |
| PowerBook Duo 2101992 okt. 19. 1993. okt. 21. | 3,56 mm 27,69 mm 21,59 mm 1,89 kg    | Motorola 68030 @25 MHz L1:0.5K PMMU: integrálva FPU: Dockban (opcionális) | HD: 80MB (SCSI)                      | System 7.1 ROM: 1MB        | Alaplapon: 4 MB @70ns max: 4 MB – 24 MBegy hely: 4-20 MB-os modul | Alaplapon: 9" Film SuperTwist Nematic (FSTN) (Passive Matrix) LCD 640 x 400 képpont | Max: 25W, 1,04A 45,32 Wh, óra                         | * nyomtató: 1 |

## PowerBook számítógépek az időben
| PowerBook és iBook számítógépek idővonalon |
| --- |
| A grafikon adatai utoljára 2023. december 19-én frissültek. A szín sötétebb változata az egymást követő gépek megkülönböztetését szolgálja. A színek kezdete a bemutató időpontja, a forgalmazás több esetben is hónapokkal később kezdődött. Megeshet, hogy egy csík végét kitakarja egy másik csík eleje. Előfordul, hogy a gyártás befejezését követően még egy ideig forgalomban marad a Mac adott verziója. Az adatok forrása a Jegyzetekben található. |